# Municipio de Effington
El municipio de Effington (en inglés: Effington Township) es un municipio ubicado en el condado de Otter Tail en el estado estadounidense de Minnesota. En el año 2010 tenía una población de 264 habitantes y una densidad poblacional de 2,91 personas por km².

## Geografía
El municipio de Effington se encuentra ubicado en las coordenadas 46°9′26″N 95°27′52″O / 46.15722, -95.46444. Según la Oficina del Censo de los Estados Unidos, el municipio tiene una superficie total de 90.64 km², de la cual 84,85 km² corresponden a tierra firme y (6,39 %) 5,79 km² es agua.

## Demografía
Según el censo de 2010, había 264 personas residiendo en el municipio de Effington. La densidad de población era de 2,91 hab./km². De los 264 habitantes, el municipio de Effington estaba compuesto por el 98,11 % blancos, el 1,89 % eran de otras razas. Del total de la población el 2,27 % eran hispanos o latinos de cualquier raza.